# شهرستان نیوشو (کانزاس)
شهرستان نیوشو، کانزاس (به انگلیسی: Neosho County, Kansas) یک سکونتگاه مسکونی در ایالات متحده آمریکا است که در کانزاس واقع شده‌است.